# Кононученко Микола Іванович
Кононученко Микола Іванович — (1957, Київ, Українська РСР — 2019) — український контррозвідник, полковник, колишній співробітник КДБ та Служби безпеки України.

## Життєпис
Народився у 1957 році в місті Київ. У 1978 році закінчив Житомирський педагогічний інститут, отримавши спеціальність «інформатика, фізика та математика».
Після завершення навчання розпочав службу в органах державної безпеки, спочатку в структурах КДБ, а після проголошення незалежності України продовжив роботу в Службі безпеки України. Обіймав низку керівних посад, зокрема посаду заступника начальника управління СБУ в Івано-Франківської області. Брав участь у створенні першого регіонального відділення Івано-Франківської Альфи (спецпідрозділ СБУ). Завершив службу у 1999 році у званні полковника.
З 1999 по 2007 рік працював радником Міністра закордонних справ України. Також був співробітником режимно-секретного управління МЗС. Після звільнення з дипломатичної служби працював в приватному секторі: у «Банку Камбіо» та «Еврогазбанку».

## Відзнаки
14 грудня 2007 року Кононученко був удостоєний Орденом Святого Станіслава V ступеня, з врученням Лицарського хреста.
Нагороду присуджено за визначні заслуги в становленні громадянського і правового суспільства в Україні, зміцненні законності та правопорядку, вірність лицарським ідеалам, а також сумлінну багаторічну державну службу. Внесений до «Золотої книги кавалерів Ордену Святого Станіслава в Україні».
Орден має дуже неоднозначну і скандальну репутацію. У 2003 році його звинуватили в зв'язках з масонством. Екс-спікер Верховної Ради України Олександр Мороз з трибуни Верховної Ради заявив, що близько 30 вищих керівників держави входять до масонської ложі — «Ордена Святого Станіслава»: «Ми маємо інформацію про членство в цьому ордені посадових осіб, починаючи від керівників СБУ, міністра оборони і Генерального прокурора».

## Загибель
Микола Іванович Кононученко загинув у 2019 році.

## Сім'я
Син — Максим Кононученко, український дипломат. Працював консулом Посольства України у Фінляндії та Першим секретарем Посольства України в Нігерії. Критикувався за пасивність у справі двох українських моряків, які у 2017 році перебували у нігерійській в'язниці за сумнівними звинуваченнями.
Був одним із перших українських дипломатів, що публічно підтримав Революцію гідності.